# Alton Castle
Alton Castle är ett slott i Storbritannien.   Det ligger i grevskapet Staffordshire och riksdelen England, i den södra delen av landet, 200 km nordväst om huvudstaden London. Alton Castle ligger 122 meter över havet.
Terrängen runt Alton Castle är huvudsakligen platt, men åt nordost är den kuperad. Runt Alton Castle är det ganska tätbefolkat, med 230 invånare per kvadratkilometer. Närmaste större samhälle är Stoke-on-Trent, 19,7 km väster om Alton Castle. Trakten runt Alton Castle består i huvudsak av gräsmarker.